# Pierre-Joseph Laurent (anthropologue)
Pour les articles homonymes, voir Pierre-Joseph Laurent et Laurent.
Pierre-Joseph Laurent est un anthropologue membre de l'Académie Royal des Sciences de Belgique et professeur ordinaire à l'Université catholique de Louvain dispensant notamment un cours d'anthropologie fondamentale. En 1999, avec Mickaël Singleton, il fut à l'origine de la création du Laboratoire d'anthropologie prospective (LAAP) de Louvain-la-Neuve dont il a assumé la coordination jusqu'en 2017. Spécialiste de la culture Mossi du Burkina Faso, région qu'il fréquente de 1988 à 2010, dans ses premiers ouvrages, il s'intéresse aux questions d'anthropologie politique, du religieux (pentecôtisme et l'islam confrérique) d'anthropologie du corps et de la parenté. Parallèlement, à partir de 2003, Pierre-Joseph Laurent a ouvert un second terrain ethnographique situé dans l'archipel du Cap-Vert. Sur ce terrain, il aborde les questions du religieux (pentecôtisme), de la famille liée à la migration et du processus de créolisation. Durant sa carrière, il a accordé de l'importance au terrain ; en ethnographe confirmé, parmi ses ouvrages, il a publié six monographies.

## Profil
Né à Haine-Saint-Paul en Belgique le 13 octobre 1956, il commença sa carrière professionnelle en tant qu'agronome dans le milieu de la coopération au développement (Mozambique, Mauritanie, Viet-Nam, Guinée-Bissau), pour devenir professeur d'anthropologie à l'Université catholique de Louvain à la fin des années 1990. Il fera sa thèse de doctorat sous la direction de Michaël Singleton en 1996, pour devenir chargé de cours en 1998, professeur en 2006 et professeur ordinaire en 2011. Il deviendra codirecteur de la chaire Singleton, de la collection « Religions contemporaines » des éditions Karthala de Paris, et de la collection « anthropologie prospective » des éditions Academia de Louvain-la-Neuve. En 2017 enfin, il participera avec le professeur Marc Abélès au lancement de la Chaire de l'Europe contemporaine qu'il continue de soutenir en tant que membre du comité scientifique et de gestion. La chaine audiovisuelle "Les Possédés et leurs mondes" lui a consacré plusieurs épisodes.

### Ouvrages
- Les  pouvoirs politiques locaux et la décentralisation au Burkina Faso, Louvain-la-Neuve / Paris, Cahiers du CIDEP no 26, Académia - L'Harmattan, 170 p., 1995.
- Une association de développement en pays mossi. Le don comme ruse, Paris, Karthala, (collec. Hommes et Sociétés) 294 p., 1998 (Seconde édition avec une nouvelle introduction 2008).
- Un islam confrérique au Burkina Faso. Actualité et mémoire d’une branche de la Tijâniyya, 240 p. (en collaboration  avec  Dassetto, F. et  Ouedraogo, T.), Paris, Karthala  (collec. Religions  contemporaines), 2012, 276 p.
- Les pentcôtistes du Burkina Faso, Mariage, pouvoir et guérison, Paris, Karthala, (collec. Hommes et Sociétés), 2009 (première édition 2013), 442 p.
- Beautés imaginaires : Anthropologie du corps et de la parenté, Editions Academia, 2010, 513 p.
- Beleza  imaginárias. Anthropogia  do  corpo  e  do  parentesco, Sao  Paulo, Brasil, Ideias  e  Letras, 2013, 416 p.
- Amours pragmatiques. Familles, migrations et sexualité au Cap-Vert aujourd'hui, Paris, Karthala, 2018, 455 p.
- Devenir anthropologue dans le monde d'aujourd'hui, Paris, Karthala, 2019, 148 p.
- Famílias, migrações e sexualidade em Cabo Verde hoje. Amor e pragmatismo, Praia, Ed. Pedro Cardoso, 2020, 596 p.
- Dans l’œil de la pandémie. Face à face anthropologique, Louvain-la-Neuve, Academia, 2021, 210 p. (avec Jacinthe Mazzocchetti)
- L'invention du Cap-Vert, Malveie, Editions Dépaysage, 2022, 381 p.
- A crioulização. A Invenção de Cabo Verde, Praia, Ed. Pedro Cardoso e Universidade de Cabo Verde, 2024, 433  p.

### Articles
- Entre ville et campagne : le big man local ou la gestion coup d'Etat de l'espace public, Politique africaine, n°80, déc. 2000.
- Système de mariages et terminologies de la parenté chez les Mossi. Contribution à l’approche de la terminologie omaha, Paris, L’Homme, n° 206, avril-juillet 2013, pp. 58-88.
- Regard d’un anthropologue. La prise en considération de la beauté humaine dans les sociétés coutumières et dans les sociétés contemporaines, Société et Représentations, 2023/2 (N°56), pp. 133-147.
- Le processus de créolisation au Cap-Vert. Pour une synthèse restée en suspens, CARGO - Revue internationale d'anthropologie culturelle et sociale, n°12/13 : numéro anniversaire, 2023, pp.61-82.

### Direction d'ouvrages
- Gestion des ressources naturelles conflits pour l'accès à la terre et sécurité foncière en Afrique sahélienne, Louvain-la-Neuve / Paris, Cahiers du CIDEP n°27, Académia-L'Harmattan, 295 p., 1995. (avec P. Mathieu).
- Démocratisation, enjeux fonciers et pratiques locales en Afrique, Bruxelles-Paris, Cahiers Africains - Institut Africain/L'Harmattan, n°23-24, 1997, 249 p. (avec P. Mathieu et J.-C. Willame).
- Les nouvelles religions en Afrique : d'une prophétisme à l'autre, Social Compass, Sage, London, (septembre 2001) (avec A. Mary EHESS).
- Analyse pluridisciplinaire d’une ville émergente : Ziniaré au Burkina Faso, Louvain-la-Neuve, Académia, (2003) (sous la direction de, avec F. Dassetto, A. Nymba et B. Ouedraogo, P ; Sebahara).
- Les raisons de la ruses, Paris, La découverte / MAUSS, 2004, 353 p. (sous la direction de, avec S. Latouche, Laurent, P-J, M. Singleton, O. Servais)
- Une anthropologie entre pouvoir et histoire, (sous la direction de Leonard, E., Eyolf Jul-Larsen, Le Meur, P.-Y., Laurent, P-J) , Paris, Karthala/IRD/APAD, 2011, 657 p.
- Darwinismes et spécificité de l’humain, (sous la direction de) Bourgine, B., Feltz, B., Laurent, P.-J., Van den Bosch de Aguilar, Louvain-la-Neuve, Académia, 2012, 207 p.
- Modernité insécurisée. Les conséquences de la globalisation, (sous la direction de) Breda, C., Deridder, M., Laurent, P-J, Louvain-la-Neuve, Académia, collec. Investigation d’anthropologie prospective, 2012, 467 p.
- As ciências sociais em Cabo Verde. Temáticas, abordagens e perspectivas teóricas, (sous la direction de), Furtado, C., Laurent, P.-J., Évora, I., Praia, Edições UNI/CV, 2016, 487 p.
- Tolérances et radicalismes : que n’avons-nous pas compris ? Analyse pluridisciplinaire du « terrorisme islamique, (Bruxelles, Paris, 2015/2016), Bruxelles, Couleurs Livres, sept. 2016, 187 p.
- Écritures anthropologiques, (sous la direction de) Charlier, B., Grard, C., Laugrand, F., Laurent, P.-J., Simon, S., Louvain-la-Neuve, Academia (coll. Investigation d'anthropologie prospective n°20), 2020, 337 p.
- Masquer le monde. Pensées d'anthropologues sur la pandémie, (sous la direction de) Hermesse, J., Laugrand, F., Laurent, P-J., Mazzocchetti, Servais, O., Vuillemenot, A.M.), Louvain-la-Neuve, 2020, 179 p.